# Phytobia iraeos
Phytobia iraeos este o specie de muște din genul Phytobia, familia Agromyzidae. A fost descrisă pentru prima dată de Robineau-desvoidy în anul 1851. Conform Catalogue of Life specia Phytobia iraeos nu are subspecii cunoscute.